# Schefflera pilematophora
Schefflera pilematophora är en araliaväxtart som beskrevs av Hermann August Theodor Harms. Schefflera pilematophora ingår i släktet Schefflera och familjen araliaväxter.
Artens utbredningsområde är Papua Nya Guinea. Inga underarter finns listade.